# キース・ウォーナー
キース・ウォーナー（Keith Warner、1956年12月6日 - ）は、イギリスのオペラ演出家、美術家、翻訳家である。リヒャルト・ワーグナーのオペラにおける大胆な演出でよく知られている。

## 生い立ち
ロンドンに生まれ、1975年から1978年までブリストル大学で英語と演劇を学んだ後、俳優、ドラマ・セラピーの教師、フリンジ・シアターの監督として活動する。1981年にイングリッシュ・ナショナル・オペラに加わり、1989年まで再演担当の演出家、スタッフ管理者、演出助手の任に当たる。1985年には、スコットランド・オペラの演出助手も務めていた。

## キャリア
1980年代終わりから1990年代初めにかけて、ウォーナーは、ニュー・サセックス・オペラにおけるプロダクションの演出家、ネクサス・オペラの芸術監督、オペラ・オマハの副芸術監督を兼務していた。
ウォーナーはデンマーク王立歌劇場の芸術監督に任命され、2011年7月に就任するが、その6月後財政関係の問題がきっかけとなり、指揮者及びデンマーク王立管弦楽団・デンマーク王立歌劇場の音楽監督に就任予定であったヤクブ・フルシャとともにその地位を退いた。
2014/15年シーズンは、ロイヤル・オペラ・ハウス及びそのツアー公演における、ウェルシュ・ナショナル・オペラのプロダクション『ピーター・パン』の演出を担当した。